# Regenbogenpflanzen
Die Regenbogenpflanzen (Byblis) sind die einzige Gattung der Familie der Regenbogenpflanzengewächse (Byblidaceae) innerhalb der Pflanzenordnung Lippenblütlerartige (Lamiales). Die etwa acht Arten kommen alle in Australien vor und bei einer Art reicht das Verbreitungsgebiet bis Neuguinea.

## Beschreibung und Ökologie

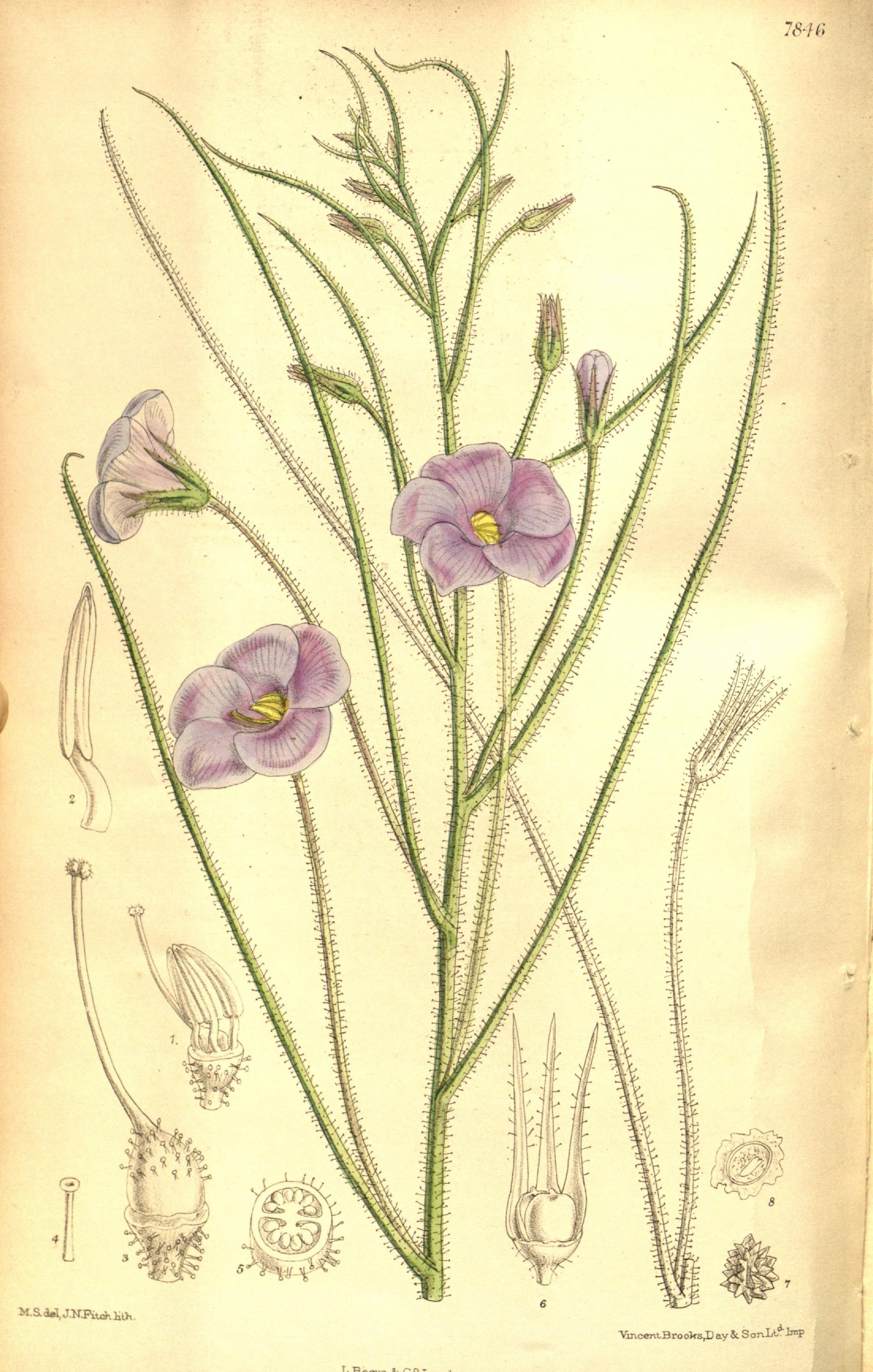
Illustration aus Curtis's Botanical Magazine, Tafel 7846 von Byblis gigantea

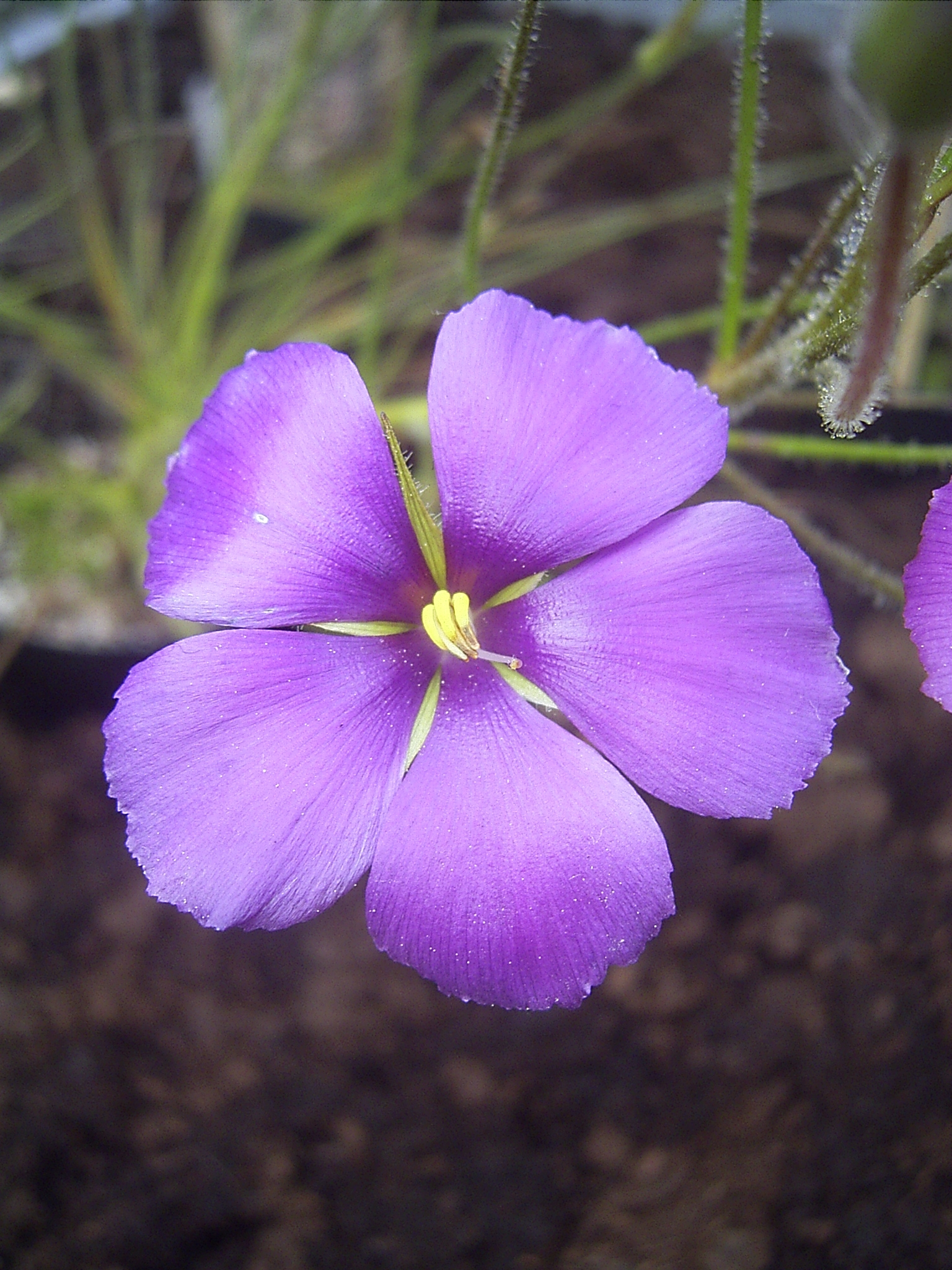
Fünfzählige, radiärsymmetrische Blüte von Byblis gigantea

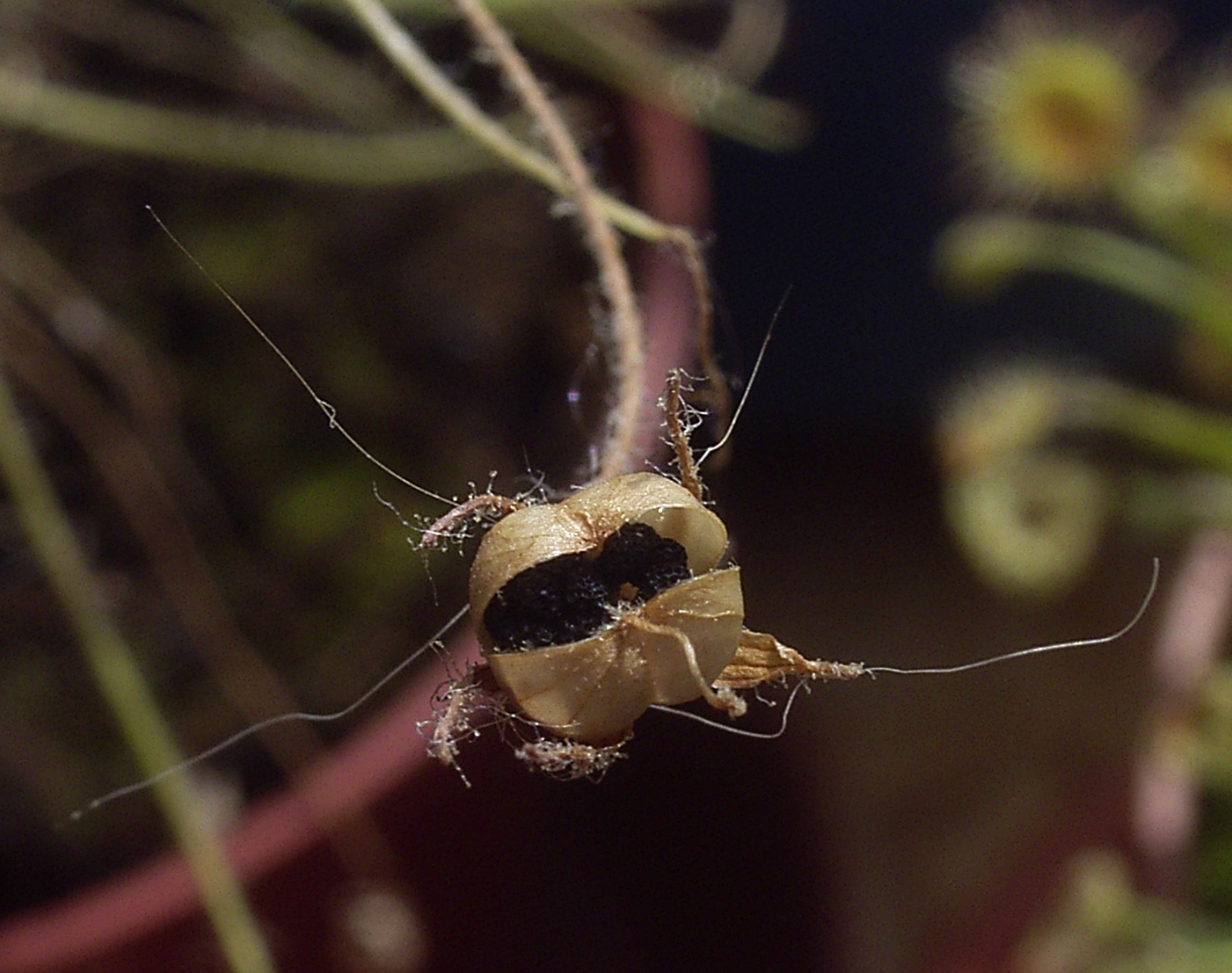
Offene Kapselfrucht von Byblis liniflora

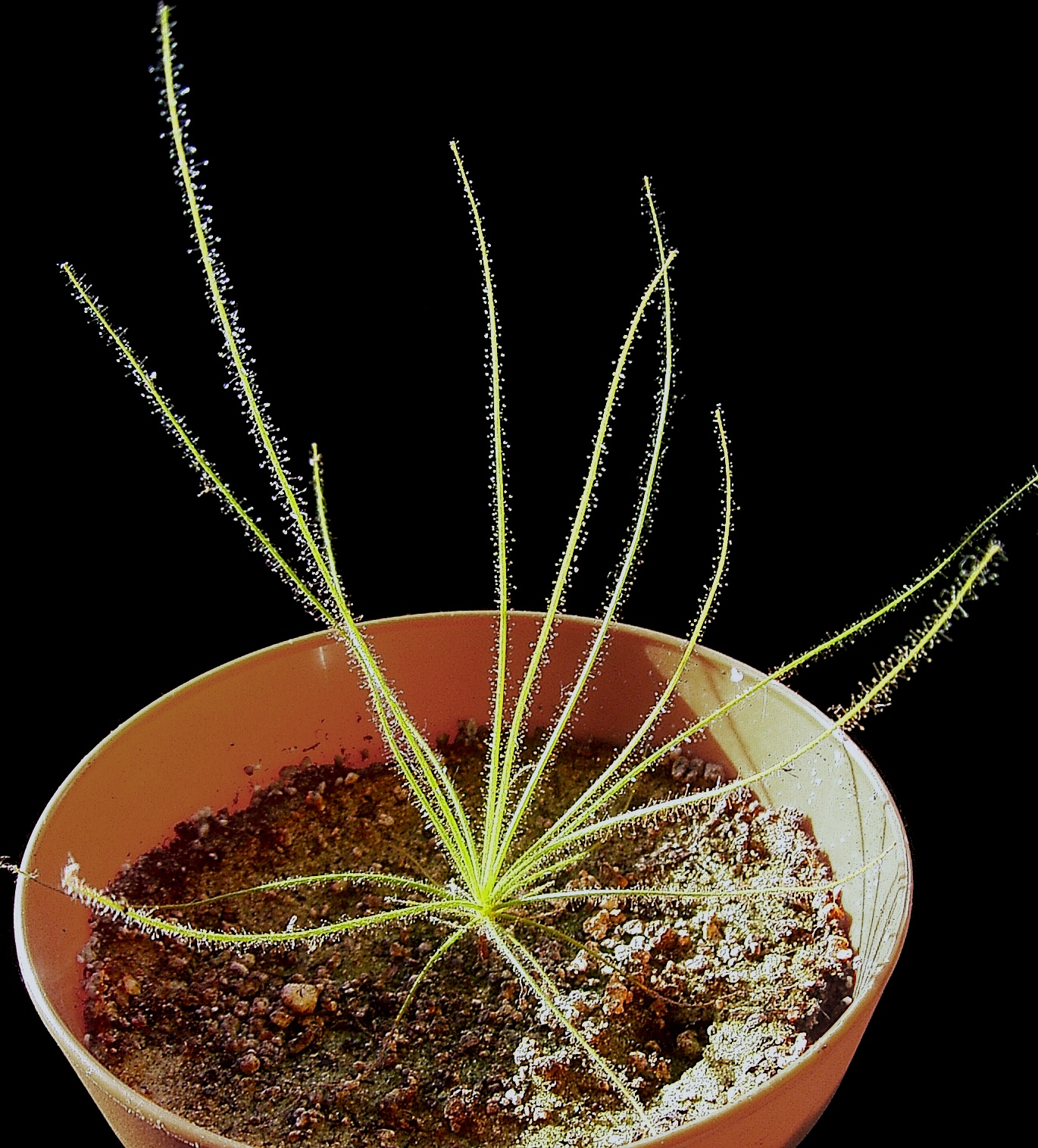
Byblis lamellata

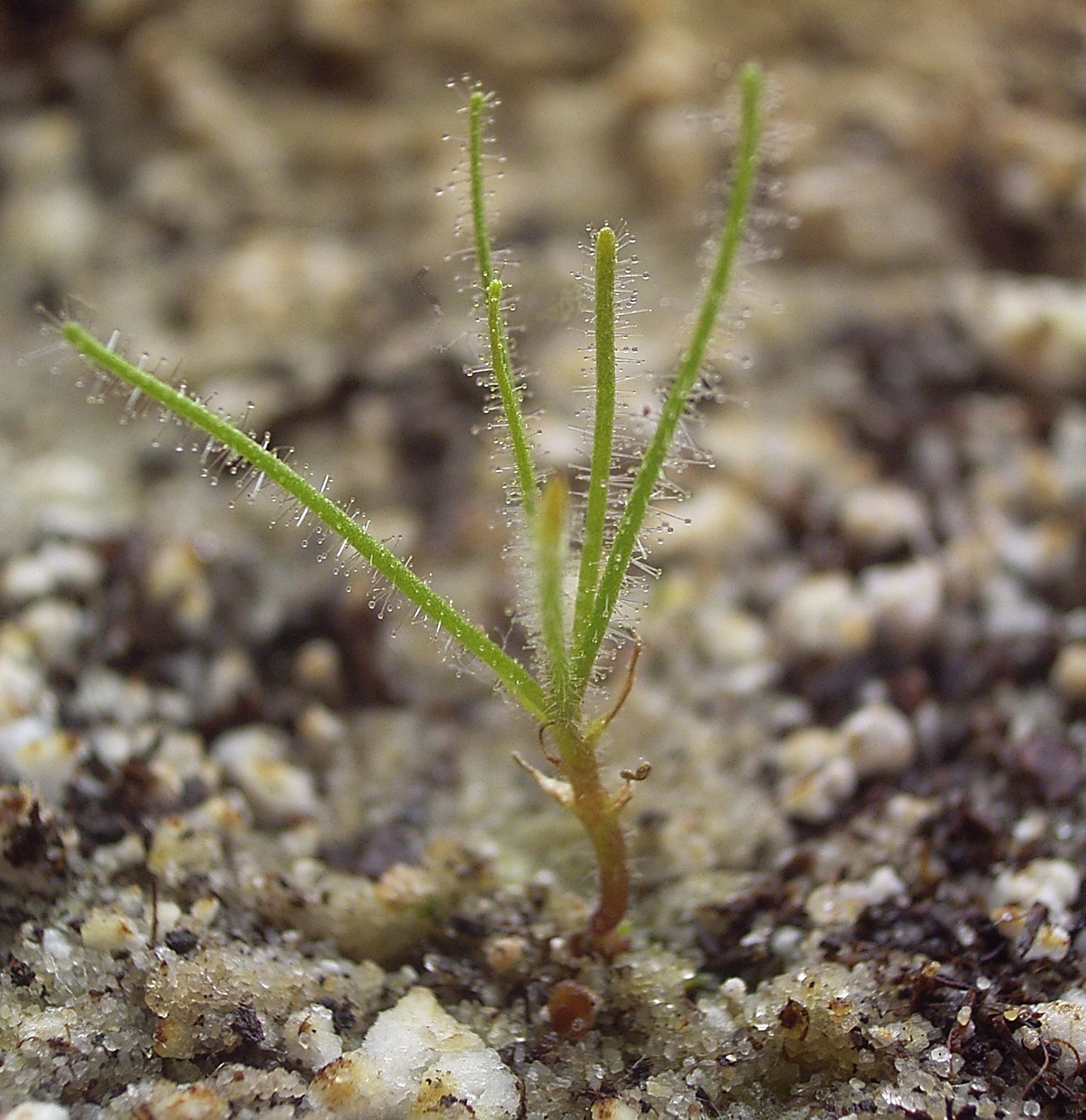
Junge Byblis lamellata

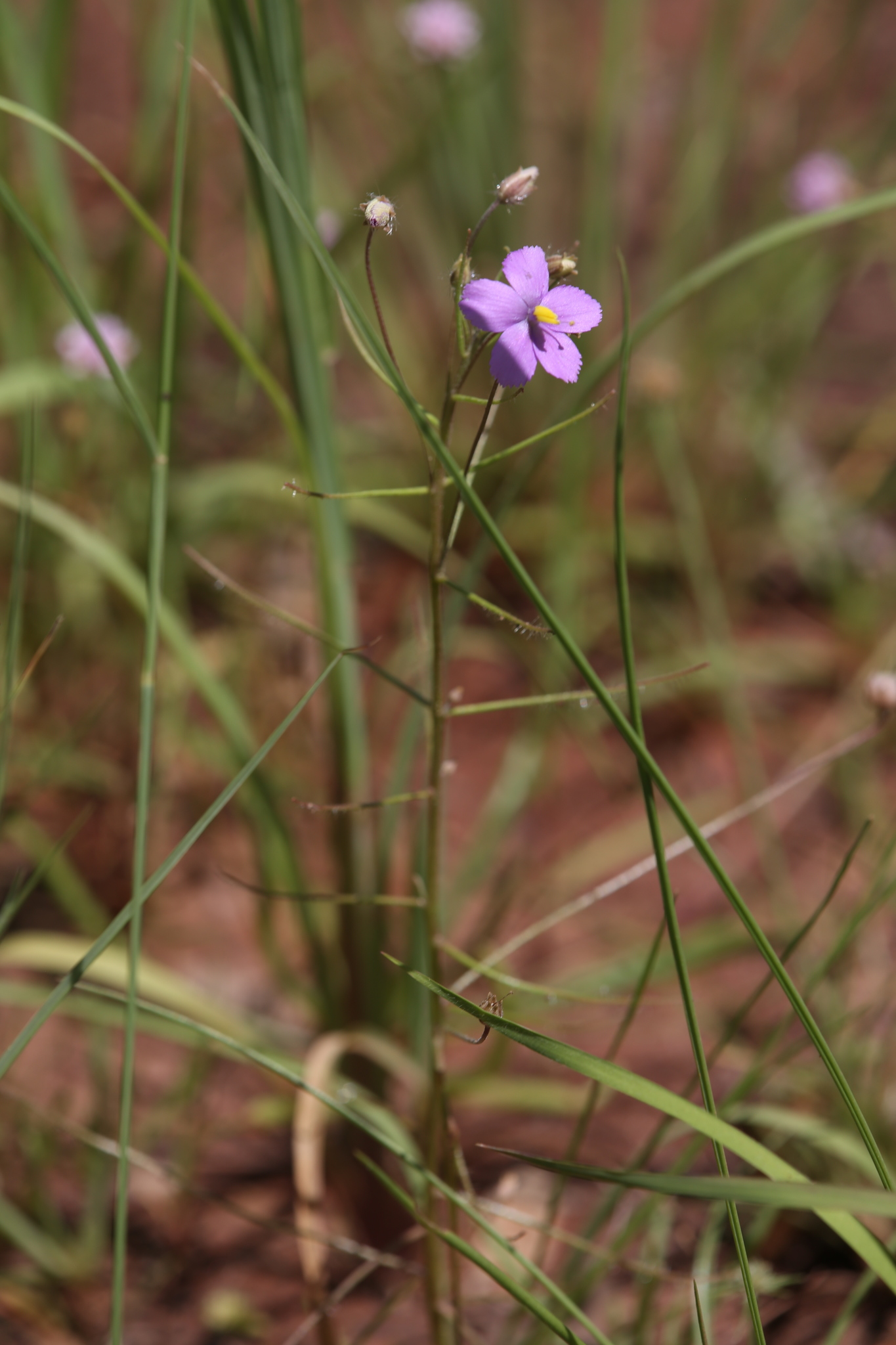
Byblis rorida

### Erscheinungsbild
Alle Byblis-Arten sind aufrecht wachsend, schwach verholzend und nicht oder nur schwach verzweigt. Das Wurzelwerk ist feingliedrig und haarähnlich. Von den aktuell acht anerkannten Arten leben sechs als sommerannuelle und zwei als mehrjährige krautige Pflanzen.

### Blätter
Die Blätter aller Arten sind stielähnlich und rundum mit feinen Drüsenhaaren besetzt, die ein klebriges Sekret absondern. Interessanterweise sind die Tentakel der Blattoberfläche allesamt deutlich kürzer als jene der Blattunterseite, was unter anderem damit zusammenhängt, dass die Blätter extrem nach oben gerichtet sind, sodass die Blattunterseite der Sonne stärker zugewandt ist als die Oberseite. Kleine Insekten werden von den stark funkelnden Sekrettropfen angelockt; wenn sie diese berühren, verenden sie darin, da sie durch den klebrigen Schleim am Fortkommen gehindert werden. Sie finden entweder durch Erschöpfung den Tod oder ersticken am zähen Sekret, das in ihre Tracheen einsickert und diese verstopft. Anders als bei den Sonnentau-Arten können Regenbogenpflanzen aber weder ihre Blätter noch ihre Drüsenhaare bewegen, man spricht daher bei ihnen von „passiven Klebefallen“.
Neben den Drüsenhaaren existiert noch ein zweiter, in die Blattoberfläche eingebetteter Drüsentyp, der für die eigentliche Sekretion der Verdauungsenzyme zuständig ist, diese sitzenden Drüsen sind fünf- bis zehnmal häufiger als die Drüsenhaare. Byblis ist außerdem die einzige fleischfressende Pflanze, deren Verdauungsdrüsen sowohl am Stamm als auch an den Fangblättern sitzen.

### Blüten
Die Blüten stehen einzeln am Ende von langen Blütenstandsschäften, die den Blättern ähnlich und ebenfalls bedrüst sind.
Die zwittrigen Blüten sind radiärsymmetrisch und fünfzählig mit doppelter Blütenhülle. Die fünf haltbaren Kelchblätter sind nur an ihrer Basis verwachsen und die überlappen sich dachziegelartig. Die fünf Kronblätter sind nur an ihrer Basis verwachsen, wirken aber frei, und die überlappen sich dachziegelartig. Die Farben der Kronblätter sind purpurfarben bis blass-violett, bei Byblis gigantea und Byblis filifolia selten auch weiß.
Byblis gigantea und Byblis lamellata geben ihre Pollen erst durch die Schallfrequenz eines anfliegenden Bestäubers frei (Vibrationsbestäubung), am Naturstandort sind dies meist Bienen und Schwebfliegen. Die Gestalt, Färbung und Größe der Blüten stellt vermutlich eine Nachahmung der Blüten bestimmter Fransenlilien (Thysanotus) dar. Die Gattung Thysanotus ist ebenfalls in Australien beheimatet und viele Arten gedeihen an denselben Naturstandorten wie die Regenbogenpflanzen. Und auch die Blüten von Fransenlilien werden durch Vibrationsbestäubung befruchtet. Bis auf die selbstfertile Byblis liniflora sind alle Arten zur Samenbildung auf Fremdbestäubung angewiesen.

### Frucht und Samen
Die eiförmigen und zweifächrigen Kapselfrüchte reißen durch Austrocknung allmählich auf, so dass die enthaltenen Samen zu Boden fallen (Barochorie). Die schwarzen Samen sind von rundlicher Form und mit einem wabenartigen Relief, bei Byblis lamellata dagegen mit Lamellen versehen. Die Keimung vieler Arten wird durch Buschbrände nach der Trockenzeit in Gang gesetzt, dabei spielen Bestandteile im Rauch die auslösende Rolle (Pyrophilie).

## Karnivor oder präkarnivor
Der Status der Gattung Byblis als karnivor war in der Vergangenheit wiederholt in Frage gestellt worden. An den Naturstandorten wurden auf fast allen Arten lebende Wanzen der Gattung Setocoris beobachtet, die sich von den Fängen der Pflanze ernähren. Daher wurde vermutet, dass, ähnlich wie bei den Wanzenpflanzen, die Nährstoffe ihrer Exkremente von den Pflanzen entweder über das Blattwerk oder den Boden aufgenommen werden. Auch eine „indirekte“ Verdauung mittels chitinaseproduzierender Pilze wurde diskutiert. Erst 2005 gelang durch Tests an Byblis filifolia der Nachweis der Verdauung der Beute durch Enzyme, die aus den sitzenden Drüsen der Pflanze ausgeschieden wurden, kurz darauf erfolgte auch ein Nachweis für Byblis liniflora.

Verbreitung der Gattung

## Vorkommen
Alle Byblis-Arten sind in Australien beheimatet. Byblis gigantea und Byblis lamellata kommen nur in Südwestaustralien im Großraum Perth vor, die Arten des Byblis liniflora-Komplexes nur in Nordaustralien, wobei Byblis liniflora bis in den Südosten Indonesiens und den Süden Papua-Neuguineas ausstrahlt.
Sie wachsen in Torfmooren und Marschen und gedeihen am besten auf sandigen Böden auf stark besonnten oder leicht beschatteten, saisonal nassen Standorten mit Temperaturen zwischen etwa 5 und 40 °C.

## Status/Gefährdung
Alle  Byblis-Arten stehen als einheimische Pflanzen in Australien unter allgemeinem Schutz. Sie standen bis 2000 im Anhang II des Washingtoner Artenschutzabkommens; auf Antrag Australiens wurde der Schutz aufgehoben. Derzeit ist der Handel zwar nicht reglementiert, aber wegen der Empfindlichkeit der Pflanzen nur auf Liebhaber beschränkt. Der größte Teil der heute gehandelten Pflanzen stammt aus Nachzuchten, allerdings werden meist nur die einjährigen Byblis filifolia und Byblis liniflora angeboten, gelegentlich auch Byblis lamellata, andere Arten müssen aus Samen, die oft der Natur entnommen werden, gezogen werden.
Die westaustralischen Arten Byblis gigantea und Byblis lamellata sind durch den Siedlungsdruck des Großraums Perth, insbesondere die Trockenlegung von Feuchtgebieten zur Gewinnung landwirtschaftlichen Nutzlands gefährdet. Byblis gigantea steht auf der Roten Liste der International Union for Conservation of Nature and Natural Resources und gilt als vom Aussterben bedroht.

## Systematik

### Taxonomie
Die Gattung Byblis wurde 1808 durch Richard Anthony Salisbury in Paradisus Londinensis Tafel 95 aufgestellt. Synonyme für Byblis Salisb. sind: Drosanthus R.Br. ex Planch. und Drosophorus R.Br. ex Planch. Typusart ist Byblis liniflora Salisb.

### Äußere Systematik
Molekulargenetische Untersuchungen haben die Gattung Byblis, bzw. die Familie Byblidaceae, als Teil der Ordnung Lippenblütlerartige (Lamiales) bestätigt; ihre Schwesterngruppe innerhalb der Ordnung ist unsicher, in Betracht kommen die Familien Martyniaceae, Lentibulariaceae sowie die Gesneriaceae. Zeitweise wurden den Byblidaceae auch die Wanzenpflanzen (Roridula) zugeordnet, Letztere wurden jedoch mittlerweile in eine eigene Familie, die Wanzenpflanzengewächse (Roridulaceae), gestellt. Ein weiteres, wichtiges Abgrenzungsmerkmal zwischen Byblis und Roridula ist der biochemische Aufbau des Drüsensekrets: jenes von Byblis basiert auf Zellflüssigkeit, das von Roridula ist ein spezielles Harz.

### Innere Systematik
Traditionell wurde zur Gattung Byblis nur die beiden Arten  Byblis gigantea und Byblis liniflora gerechnet. Vor allem durch die Arbeit der australischen Botaniker Allen Lowrie und John Godfrey Conran wurden seit den 1980er Jahren weitere Arten erstbeschrieben. Seit 2013 sind etwa acht Arten bekannt, sie lassen sich in zwei Komplexe einteilen, den Byblis liniflora-Komplex und den Byblis gigantea-Komplex.

#### Byblis liniflora-Komplex
Die sechs Arten dieses Komplexes, Byblis liniflora, Byblis rorida, Byblis filifolia, Byblis aquatica, Byblis guehoi und Byblis pilbarana sind einjährige krautige Pflanzen, die eine Wuchshöhe von 15 bis 60 (100) Zentimetern und eine maximale Blattlänge von 4 bis 15 Zentimetern erreichen. Die Arten gelangen innerhalb nur weniger Monate vom Sämling zur Samenreife und überdauern die Trockenzeit als Samen. Die ursprüngliche haploide Chromosomenzahl des Byblis liniflora-Komplexes ist x = 8, so liegt die diploide Zahl bei 2n = 16; für die tetraploiden Arten Byblis liniflora und Byblis guehoi ist sie entsprechend 2n = 32.

#### Byblis gigantea-Komplex
Der Byblis gigantea-Komplex enthält zwei Arten: Byblis lamellata und Byblis gigantea. Es sind mehrjährige Halbsträucher, die Wuchshöhen bis zu 45 bzw. 70 Zentimeter erreichen. Diese Pflanzen überdauern Trockenzeiten durch ein unterirdisches Rhizom, aus dem sie anschließend wieder austreiben. Ihre Blätter sind bis zu 20 Zentimeter lang. Chromosomengrundzahl des Byblis gigantea-Komplexes ist x = 9, die diploide Chromosomenzahl beider Arten liegt entsprechend bei 2n = 18.

### Arten und ihre Verbreitung
- Byblis aquatica Lowrie & Conran: Sie kommt nur im nördlichen Northern Territory vor.[6]
- Byblis filifolia Planch.: Sie kommt im nordwestlichen und zentral-nördlichen Australien in Northern Territory sowie Western Australia vor.[6]
- Byblis gigantea Lindl. (Syn.: Byblis lindleyana Planch.): Sie im südwestlichen Australien in Western Australia vor.[6]
- Byblis guehoi Lowrie & Conran: Sie wurde 2008 aus dem nördlichen Western Australia erstbeschrieben.[6][7]
- Byblis lamellata Conran & Lowrie: Sie wurde 2002 aus dem westsüdwestlichen Western Australia erstbeschrieben.[6]
- Byblis liniflora Salisb. (Syn.: Byblis caerulea R.Br. ex Planch.): Sie kommt von Neuguinea bis ins nördliche Australien vor.[6]
- Byblis pilbarana Conran & Lowrie[9] Sie wurde 2013 aus Western Australia erstbeschrieben.[6]
- Byblis rorida Lowrie & Conran: Sie kommt nur im nördlichen Western Australia vor.[6]

## Paläobotanik
Im Jahre 2004 wurde in Südaustralien ein einzelner fossiler Same aus dem mittleren Eozän gefunden; ein Abgleich mit heutigen Byblis-Arten belegte die enge Verwandtschaft der Pflanze mit dem Byblis liniflora-Komplex. Die „Pflanze“ wurde, da nur als Same bekannt, als Parataxon, also als provisorische Art, in die Regenbogenpflanzengewächse eingeordnet.

## Etymologie
Der wissenschaftliche Gattungsname verweist auf die griechische Quellnymphe Byblis. Gemäß der griechischen Mythologie ist sie die Tochter der Götter Miletos und Kyaneia. Der römische Dichter Ovid beschreibt Byblis in seinen Metamorphosen (IX, v. 454–664) als Enkelin des Apollon. Der Sage nach ist sie unglücklich in ihren Zwillingsbruder Kaunos verliebt. Von diesem zurückgewiesen, zerfließt sie vor seinen Augen buchstäblich in zahllose, schimmernde Tränen und verwandelt sich schließlich in eine Quelle. Nach einer anderen Fassung sucht sie ihren Bruder vergeblich in den tiefsten Wäldern ihres Landes, bricht bald erschöpft und weinend zusammen und wird von Waldnymphen in eine Quelle verwandelt. Die feinen, von den Blättern der Pflanzen ausgeschiedenen Tröpfchen sollen an ihre Tränen erinnern.
Der deutschsprachige Trivialname Regenbogenpflanze geht auf die glänzenden Sekrettröpfchen zurück, in denen das Licht je nach Einfall unterschiedlich stark gebrochen wird und so den namensgebenden Regenbogen-Effekt hervorruft.